# 윤부길
윤부길(한국 한자: 尹富吉, 1912년 12월 31일~1957년 6월 8일)은 일제강점기와 대한민국의 작사가 겸 성악가였었으며, 배우와 극작가 겸 희극인 등으로도 활동하였었다.
1912년 12월 31일, 일제강점기 충청남도 보령군(지금의 대한민국 충청남도 보령시)에서 부농가 집안의 슬하 2남 6녀 중 차남(次男)이자 셋째(8남매 중 둘째 아들)로 출생하였다. 본관은 파평(坡平)인데, 일본 도쿄에서 서양 고전 클래식 음악 공부를 하다가 1933년 귀국하여, 박용구, 황문평 등과 함께 《컬럼비아 가극단》에 입단하여 활동하면서, 그 타고난 기량을 발휘하였다. 그러면서 성악도 공부하게 된다.
이른바 〈대한민국의 코미디언 겸 개그맨 1세대〉라 일컬어지는 그는, 이후 「가극단」에서 공연을 할 때마다 희극적인 요소를 선보여, 훗날 원로 연예인들은 이 공연들을 회상하면서, 윤부길 그를 "대한민국 최초의 코미디언 겸 개그맨"이라 불렀다. 물론 이는 윤부길 본인의 기타 및 피아노 연주 등의 재능과 함께 꾸준히 해온 윤부길 자신만의 상당한 자기계발에서 나온 것이다. 그리고 그는 성악 분야 뿐만 아니라 희곡 시나리오 집필, 그리고 그 당시의 문학적 감성이 풍부하였던 당대의 최고의 인기 작가 겸 작사가 반야월(半夜月)의 문재(文才)에 막상막하(莫上莫下)로 비등(比等)키도 짝없었던 가요 작사, 그 이외에도 악기 반주, 의상 연출, 마지막으로 연극 무대 장치에도 능했다. 그런 덕분인지 1956년 9월 11일, 영화 《인생역마차(감독: 김성민)》의 단역을 통하여 영화 배우로도 데뷔하였다. 그러나 그는 그로부터 7개월 족히 지난 1957년 4월 25일, 병으로 인하여 경기도 인천시 제물포 지역에서 요양하기 시작하여, 그렇게 신병치료를 취지로써 요양 중, 두달남짓 지난 1957년 6월 7일, 경기도 인천시 제물포 남부 미추홀 숭의지구 원도심지 수봉공원 인근 옛 야전병원 내부 요양원 원내 내부에서 갑자기 급병 호소를 하고 쓰러지면서 그 이튿날인 1957년 6월 8일, 향년 46세로 소천(급사)하였다(경기 인천에서 요양 중 급사).

## 사후 유작
- 1957년 6월 8일, 윤부길 그의 사후 생전에 그의 두번째 영화 출연작으로 그가 첫 영화 주연하였지만 그가 병으로 급사하고 나서 그 이듬해 1958년 3월 8일, 영화 《안개 낀 서귀포(감독: 임한림)》가 유작 영화 작품으로 개봉되었다.
- 또한, 1960년 공개된 노래인 《나룻배 처녀(윤부길 작사/하기송 작곡/최숙자 노래)》라는 노래 작품은, 원래 애초에는 1956년에 생전의 윤부길이 어느 지역의 강가에서 나룻배를 운행하던 처녀를 만나 그녀의 이야기를 듣고 노랫말을 지었으며 결국 이 노랫말을 적합한 작곡가와 함께 노래로 만들려고 했으나, 경기도 인천 제물포 수봉공원 인근 요양원 객지에서 갑작스레 병으로 윤부길이 죽어서 1960년까지 아직도 그냥 윤부길의 서울 마포 집에 묻혔던 작사 작품을 나중에 한복남(韓福男)의 장남인 작곡가 하기송(본명 한기호)이 발견하고 나서 작곡을 하여 1960년에 최숙자의 노래로 발표한다.

## 학력
- 일제 시대 충남보령오천보통학교 졸업(1925년 3월)
- 일제 시대 충남대전고등보통학교 졸업(1931년 3월)
- 일본 도쿄 제국대학교 철학과 1학년 중퇴(1932년 5월)
- 일본 도쿄 도요 음악전문학교 성악학과 1학년 중퇴(1933년 6월)

## 가족 관계
일단 참고로 여담이기는 하지만, 대중들의 인식에는 윤항기(1943년생 차남.)와 윤복희(1946년생 차녀.)의 상당히도 활발한 활동으로 인하여, 윤부길 그의 자녀인 남매가 윤항기와 윤복희 뿐으로 생각하는 세간의 세인들의 편견이 없지아니할정도로 더러 있지만, 그 이외에 1933년 5월 31일, 첫 결혼하여 1939년 3월 11일, 병으로 첫 상배한 사별 초배 밀양 박씨 부인(아무개 박모 여사)과 사이에 둘 얻은 첫째 아들(박씨 소생 및 1935년생 장남 윤영기)과 첫째 딸(박씨 소생 및 1937년생 장녀 윤수현)이 있다. 그리고 친손자는 CCM그룹 《큐브(Cube)》에서 활동하였었던 CCM가수 겸 음악가이자 대학 교수인 준 주노(본명 윤준호, 성씨 소생 차남 윤항기의 슬하 1남 4녀 중 1975년생 막내 외동 아들.)이다.
첫 상배 후의 윤부길 그는, 1940년 3월 13일, 당시 무용가 최승희 씨의 수제자인 무용수 출신의 창녕 성씨 후손 성경자(예명: 고향선, 1923년 11월 15일~1952년 10월 29일)와 재혼하여, 그는 슬하에 2남 2녀(이 중 장남 윤영기와 장녀 윤수현은, 윤부길의 1939년 첫 상배한 사별 전처 밀양 박씨 부인 소생.)를 두었는데, 성씨 소생 차남인 윤항기는 싱어송라이터로, 성씨 소생 차녀인 윤복희는 가수와 뮤지컬 배우로도 활동하고 있다. 한편 윤부길 그는, 1952년 10월 29일, 재혼 계배 부인 고향선(본명 성경자) 여사를 병으로 인하여 마지막 사별하였다.
그리고 윤부길은 생전에 대중가요 작사도 하였는데 대표적으로 1953년작 실화노래 황정자의 《처녀 뱃사공》, 1957년작 심연옥의 《시골버스 여차장》 등이다.

## 영화 출연작
- 1956년 《인생역마차》 ... 마현정 역(단역) - (영화 데뷔 작품.)[1]
- 1958년 《안개 낀 서귀포》 ... 서재홍 역(주연) - (사후 발표 및 공개된 유작 영화.)

## 가요 작사
1.처녀뱃사공(윤부길 작사/한복남 작곡/황정자 노래)1953년 작.
6.25전쟁이 끝난 1953년 9월
함안군의 가야장에서 공연을 마치고 대산장으로 부길부길쑈라는 유랑극단을 이끄는 단장인 윤부길이 강을 건너려고 나룻배에 몸을 실었는데 나룻배의 뱃사공이 20대의 처자였다. 윤부길은 왜 그 처녀가 뱃사공을 하나 그 이유를 물어보니 1950년에 군에 입대한 오빠 〈박기준(한국전쟁 중 전사)〉한테 소식이 없어 오빠를 대신하여 두 여동생 〈박말순〉과 ,〈박정숙〉이라는 두 처녀가, 교대로 나룻배를 저어 길손들을 건네준다는 애절한 사연을 듣고 〈낙동강 강바람이 치맛폭을...〉으로 시작하는 노랫말을 갈무리하여 그당시 싱어송 라이터였던 한복남에게 자기가 쓴 노랫말에 곡을 붙여달라 의뢰하고 한복남으로부터 《오동동 타령》을 받아 인기 가수가 된 황정자가 불러서 알려진 노래가 《처녀 뱃사공》이다.
2.시골버스 여차장(윤부길 작사/한복남 작곡/심연옥 노래)1957년 작.
1956년에 어느 지역의 시골에서 운행하는 시골버스를 타고 가다가 시골 버스 내부에 차장이 여자인걸 알고 도대체 왜 차장이 여자이지? 하고 생각이나 왜 차장을 하는지 그이유를 물었더니 그 여자 차장은 그이(그때 당시 남편이거나 아니랄지라도 남자 친구 또는 애인으로 추정.)가 군대 영내 재병 복무 장병 전용 드라이바(운전수)라고 말하며 그때 사정을 이야기 하였다. 그 이야기를 듣고 <오라이 스톱 마지막 버습니다...>로 시작하는 노랫말을 갈무리 하여 1953년에 《처녀 뱃사공》을 같이 작업했던 한복남 선생에게 다시 의뢰를 하였고 남백송과 같이 본인(한복남)이 작곡한 《전화 통신》(1956년 작)을 불렀던 이였던 그런 이인데, 이른바 가수 백년설 선생의 재혼 계배 부인(두번째 처)인 가수 심연옥이 부르게 되었던 노래가 《시골버스 여차장》이다.
3.나룻배 처녀(윤부길 작사/하기송 작곡/최숙자 노래)1960년 작.
1956년에 윤부길이 어느지역의 강가에서 나룻배를 운행하던 처녀를 만나 그녀의 이야기를 듣고 노랫말을 지었으며 이 노랫말을 적합한 작곡가와 함께 노래로 만들려고 했으나 경기도 인천 객지에서 갑작스레 병으로 윤부길이 죽어서 아직도 그냥 윤부길의 집에 묻혔던걸 나중에 한복남의 장남인 작곡가 하기송이 발견하여 작곡을 하여 1960년에 최숙자의 노래로 발표한다.